# 蒂耶拉什地区勒努维永
蒂耶拉什地区勒努维永（法語：Le Nouvion-en-Thiérache，法語發音：[lə nuvjɔ̃ ɑ̃ tjeʁaʃ]），或纯音译作勒努维永-昂蒂耶拉什，是法国上法蘭西大區埃纳省的一个市镇，属于韦尔万区。

## 地理
蒂耶拉什地区勒努维永（50°1'2"N, 3°47'6"E）面积48.42 平方千米，位于法国上法蘭西大區埃纳省，该省份为法国北部内陆省份，北起北部省，西接索姆省和瓦兹省，东临阿登省和马恩省，西南至塞纳-马恩省，东北部与比利时接壤。
与蒂耶拉什地区勒努维永接壤的市镇（或旧市镇、城区）包括：蒂耶拉什地区巴尔济、布埃、比龙福斯、埃凯埃里、拉弗拉芒格里、丰特内尔、勒谢勒、帕普勒、桑布尔河畔博尔派尔。

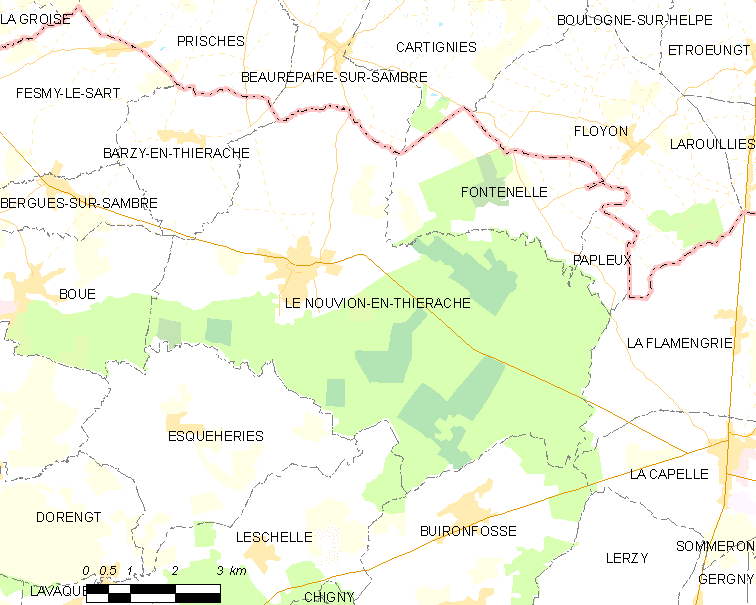
蒂耶拉什地区勒努维永的OSM定位图

蒂耶拉什地区勒努维永的时区为UTC+01:00、UTC+02:00（夏令时）。

## 行政
蒂耶拉什地区勒努维永的邮政编码为02170，INSEE市镇编码为02558。

## 政治
蒂耶拉什地区勒努维永所属的省级选区为吉斯县。

## 人口

1962-2008年间蒂耶拉什地区勒努维永人口变化图示

蒂耶拉什地区勒努维永于2022年1月1日时的人口数量为2479人。